# Carlos Salcedo
Carlos Salcedo (* 29. September 1993 in Guadalajara, Jalisco), auch bekannt unter dem Spitznamen El Titán, ist ein mexikanischer Fußballspieler. Der Innenverteidiger steht seit Juli 2022 beim heimischen Erstligisten FC Juárez unter Vertrag.

## Karriere

### Vereine
Salcedo erhielt seinen ersten Profivertrag beim Major-League-Soccer-Club Real Salt Lake, mit dessen Mannschaft er 2013 sowohl die Finalspiele um die Meisterschaft als auch im Pokalwettbewerb erreichte, aber in beiden Fällen verlor. Zur Clausura 2015 wechselte Salcedo zu Deportivo Guadalajara, wo er auf Anhieb das Finale um den mexikanischen Pokalwettbewerb erreichte, aber erneut verlor. In der Meisterschaft scheiterte er mit den Chivas im Halbfinale am späteren Meister Santos Laguna. Zur Saison 2016/17 wurde Salcedo für ein Jahr an die AC Florenz verliehen. Dort kam er in 18 Spielen der Serie A sowie zweimal in der Europa League zum Einsatz.
Zur Spielzeit 2017/18 wechselte Salcedo auf Leihbasis zu Eintracht Frankfurt. Der Bundesligist besaß anschließend eine Kaufoption, die am 14. Mai 2018 gezogen wurde. Zugleich wurde Salcedos Vertrag bis 2022 verlängert. Im Mai 2018 gewann er mit der Eintracht nach einem 3:1-Finalsieg gegen den FC Bayern München den DFB-Pokal. Gemeinsam mit seinem Mannschaftskameraden Marco Fabián war Salcedo damit der erste mexikanische DFB-Pokalsieger.
In der Winterpause der Bundesligasaison 2018/19 kehrte Salcedo in seine Heimat zurück und schloss sich seinem Jugendverein, dem mexikanischen Erstligisten UANL Tigres, an. Dort gewann er auf Anhieb die nationale Meisterschaft sowie ein Jahr später die CONCACAF Champions League. Im Finale bezwang man den Los Angeles FC mit 2:1 im Exploria Stadium von Orlando. Anfang 2022 wechselte er für eine halbe Spielzeit zum Toronto FC in die Major League Soccer und anschließend unterschrieb Salcedo einen Vertrag beim heimischen Erstligisten FC Juárez.

### Nationalmannschaft
Sein Debüt für die mexikanische Nationalmannschaft bestritt Salcedo in einem am 15. April 2015 ausgetragenen Länderspiel gegen die USA, das mit 0:2 verloren wurde. Bei der Copa América 2015 kam er im zweiten Gruppenspiel gegen Chile (3:3) zum Einsatz, in das er rund 20 Minuten vor Schluss für Adrián Aldrete eingewechselt worden war. Im August 2016 nahm Salcedo mit der mexikanischen Olympiamannschaft an den Olympischen Sommerspielen 2016 in Rio de Janeiro teil und scheiterte mit seinem Team in der Vorrunde. Sein erstes Tor für die Mexikaner schoss er am 14. November 2020 beim 3:2-Sieg über Südkorea, als er das 3:2 erzielte.

## Familie
Carlos Salcedo ist ein Urenkel von Miguel Salcedo, der zwischen 1945 und 1951 bei Deportivo Guadalajara unter Vertrag stand.

## Erfolge
Deportivo Guadalajara
- Mexikanischer Pokalsieger: Apertura 2015

Eintracht Frankfurt
- DFB-Pokalsieger: 2018

UANL Tigres
- Mexikanischer Meister: Clausura 2019
- CONCACAF-Champions-League-Sieger: 2020

Nationalmannschaft
- CONCACAF-Gold-Cup-Sieger: 2019